# 도색
도색(塗色) 또는 색칠(色-)은 물체에 색을 칠하는 행위를 말한다. 혹은 그러한 행위로 칠해진 도장 자체를 뜻하기도 한다.

## 세계의 도색
도색의 종류는 너무나 다양하므로, 여기서는 일부분만 다룬다.

### 대한민국의 도색
- 버스 : 서울특별시의 경우에는 파란색, 초록색, 노란색, 빨간색 등의 네 가지 도색이 있다.
- 기관차 : 현재는 빨간색과 파란색이 혼합된 도색을 쓰고, 과거에 초록색과 노란색의 혼합 도색[1]을 썼다. 그 이전에는 여객 전용은 흰색과 파란색의 혼합 도색[2], 화물 전용은 검은색과 주황색의 혼합 도색[3]을 썼다. 이 외에 화물열차 전용 빨간색 도색[4]이나 해랑 전용 도색, 레이디버드 관광 열차 전용 도색과 V-train 관광 열차 전용 도색[5]이 있다.
- 객차
  - 새마을호 : 초기에는 빨간색과 파란색, 회색이 혼합된 도색을 썼다. 그 이후 초록색과 노란색의 혼합 도색으로 바뀌었다가, 지금은 파란색과 노란색의 혼합 도색을 쓰고 있다.
  - 무궁화호 : 초기에는 빨간색과 노란색이 혼합된 도색을 쓰다가, 지금은 빨간색과 파란색이 혼합된 도색을 쓴다.